# Pico Cuyamaca
El Pico Cuyamaca (en inglés Cuyamaca Peak) es un pico en la sierra de las montanas de Cuyamaca que pertenece a la cadena costera del Pacífico. Se ubica en el Condado de San Diego en California.

## Geografía
El Pico Cuyamaca es el segundo pico más alto del condado de San Diego (después de Hot Spring Mountain). Pertenece al Parque Estatal Cuyamaca Rancho.
Un camino popular de 3.5 millas (5.6 km) de largo lleva desde el campamento Paso Picacho a la cima.